# Brasilit
A Brasilit é uma empresa pertencente ao conglomerado Saint-Gobain e que foi fundado em 1937 com a fabricação de telhas de fibrocimento em 1940.
Fundada em 1937, a Brasilit tem uma história de pioneirismo e sucesso no país. Foi a pioneira ao lançar telhas de fibrocimento no mercado brasileiro, em 1940. O produto conquistou o Brasil de ponta a ponta, por sua qualidade e custo-benefício. Os produtos em fibrocimento da Brasilit são fabricados com a tecnologia CRFS, que utiliza o fio sintético a base de polipropileno na fabricação dos produtos de fibrocimento, respeitando o meio ambiente e as pessoas. 
Atualmente, a Brasilit mantém sua posição como líder de mercado, produzindo e apresentando ao mercado as melhores opções de coberturas e peças complementares, além de opções para o sistema de construção a seco; caixas d'agua etc.
A Brasilit possui sete fábricas, localizadas em Belém (PA), Recife (PE), Capivari (SP), (Seropédica) (RJ),  Esteio (RS) , Jacareí (SP), e a mais recente Abadiânia (GO). Os Centros de Distribuição estão localizados em Porto Velho (RO), Manaus (AM), Duque de Caxias (RJ) e Ibiporã (PR).